# Жакаранда
Жакаранда (Jacaranda) — рід губоцвітих рослин родини біньйонієвих. Рід налічує приблизно 50 видів.

## Поширення
Батьківщина жакаранди це тропічні й субтропічні області від Мексики до Південної Америки, найбільше їх у Бразилії. Цей вид надає перевагу теплому клімату й піщаним ґрунтам. Дорослі рослини можуть вижити в холодному кліматі аж до -7 °C, однак в такому разі цвітіння може бути нерясним. Молодші рослини більш слабкі й можуть не вижити в холодному кліматі.

## Морфологія
Це кущі й дерева від середнього до великого розміру. Рослини мають дворядові перисті листки й здебільшого пурпурно-лілові квіти-дзвоники. Окремі види мають квіти білого кольору. Плоди — довгасті або овальні сплюснуті капсули, що містять численні тонкі насінини. Число хромосом — 18.

## Використання
Деякі види вирощують як культурні. Завдяки ефектному цвітінню, тривалість якого складає близько двох тижнів, їх вирощують у багатьох кліматично придатних регіонах як декоративні рослини. Серед дерев цього роду найчастіше використовують у садівництві жакаранду мімозолисту.
Деревина жакаранди, відомої також як палісандрове дерево, є доволі цінною. Найзначущим з вирощуваних дерев є Jacaranda filicifolia. Деревина інших видів є занадто м'якою для використання.

## Фотогалерея

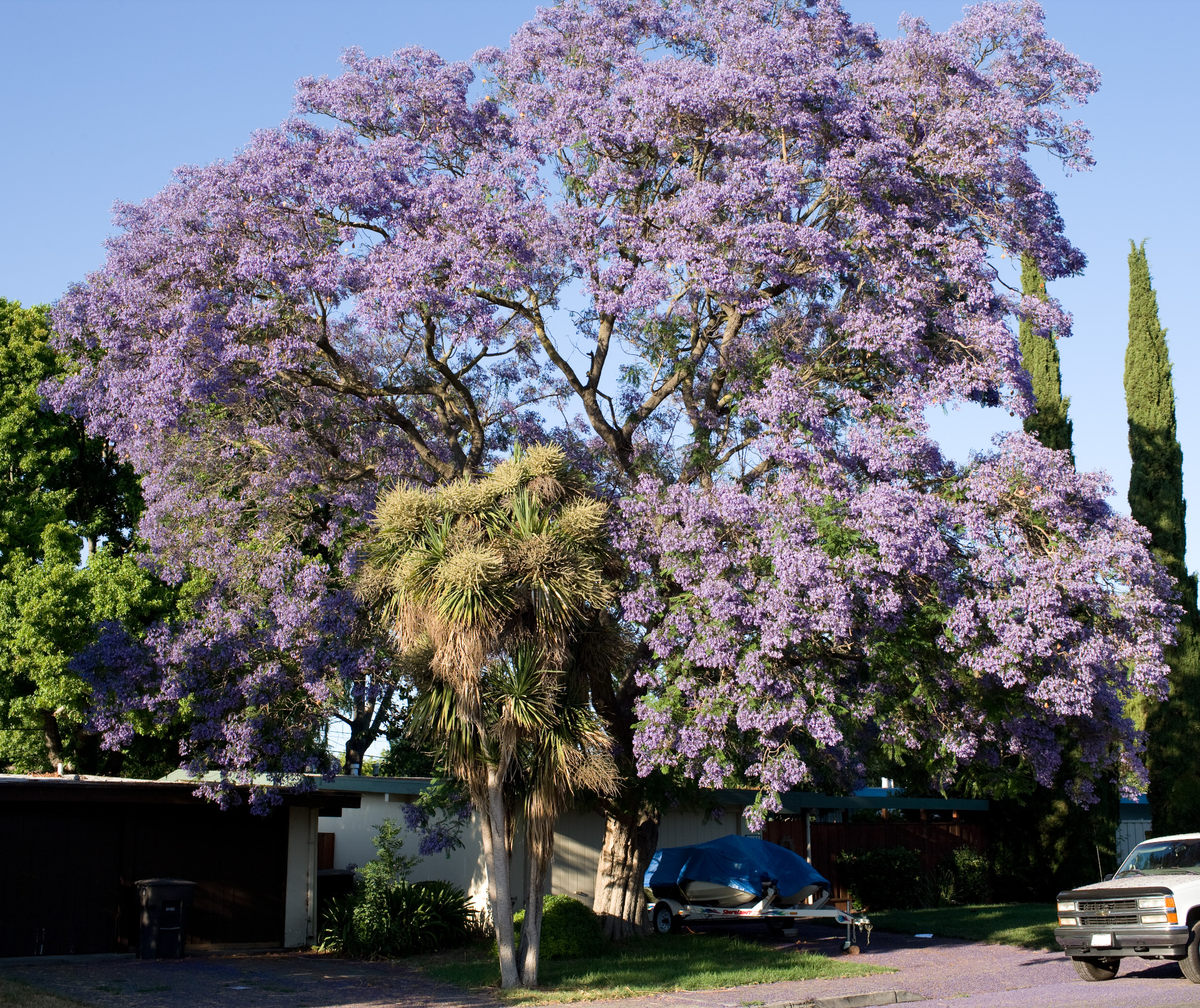
Жакаранда. Загальний вигляд дерева в період цвітіння
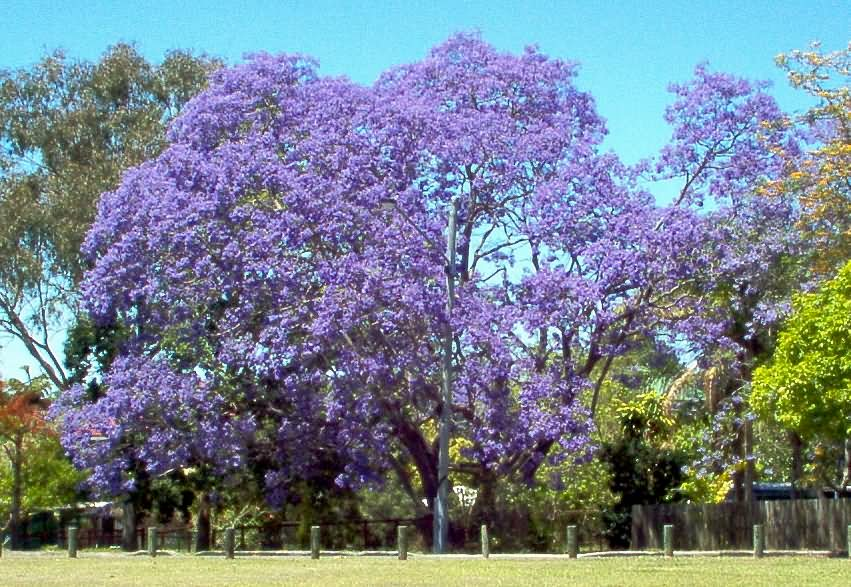
Жакаранда
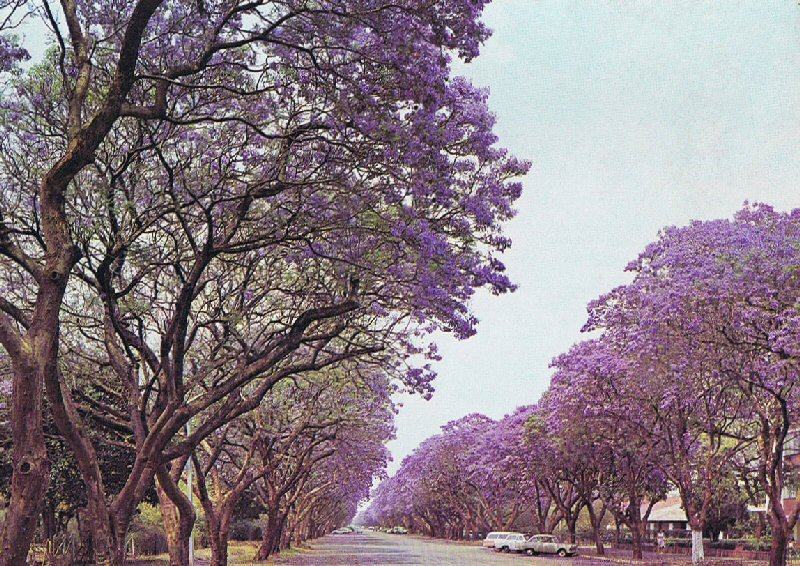
Жакаранда в Хараре, Зімбабве
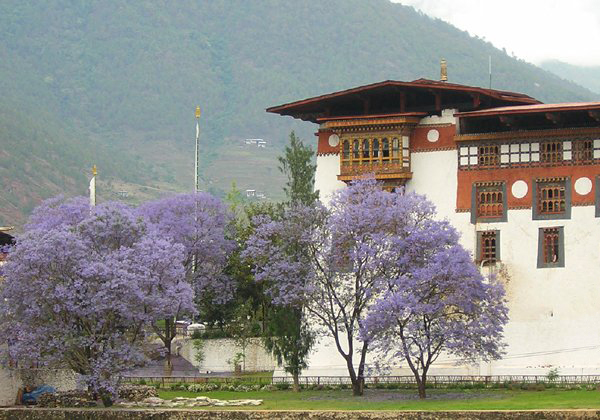
Жакаранда в Бутані
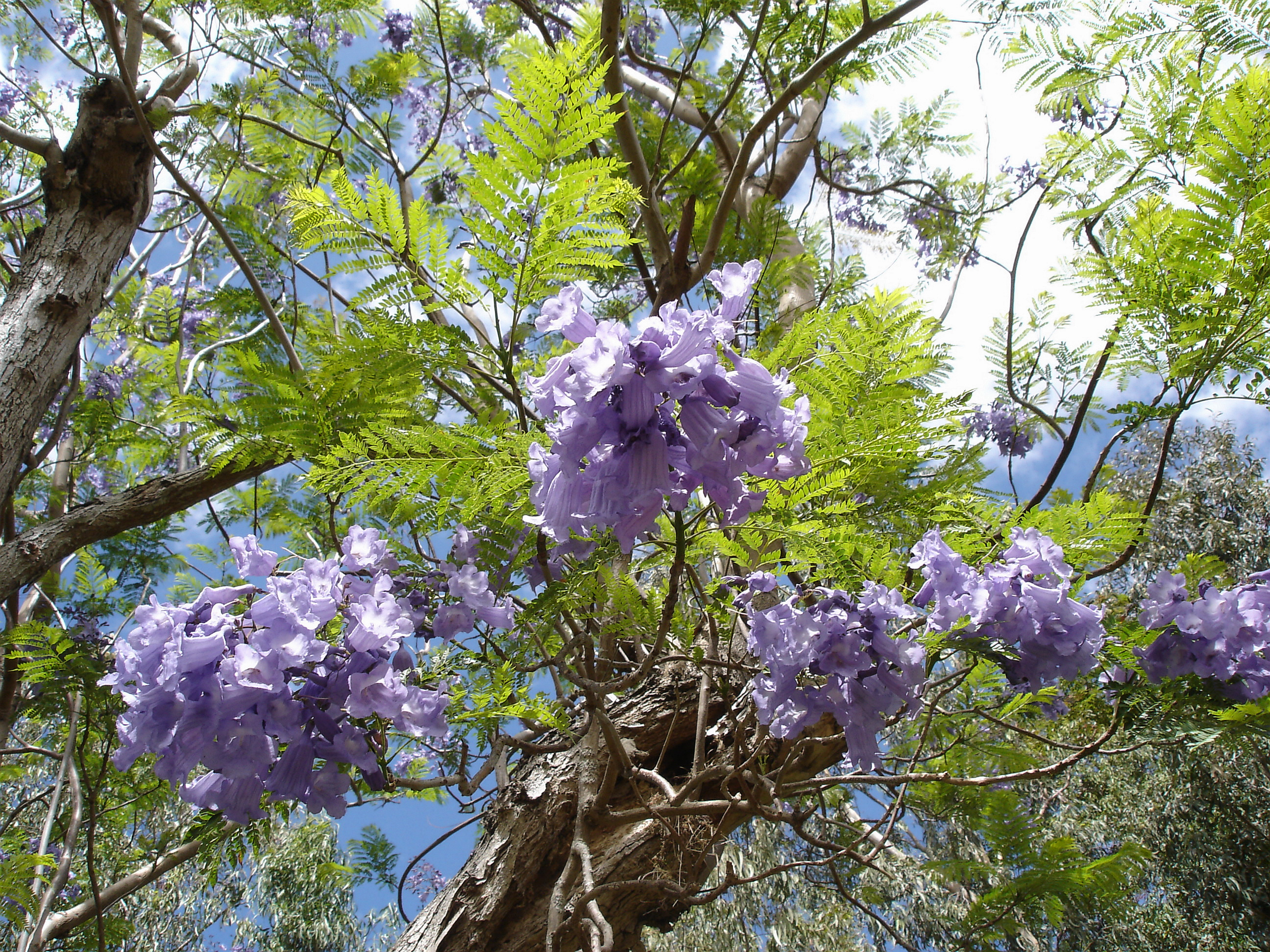
Jacaranda mimosifolia